# Banca Angliei
Banca Angliei (în engleză Bank of England), cunoscută ca Bătrânica de pe Strada Threadneedle a fost fondată de rege în 1694 și mutată în locul actual în 1734. Banca a fost naționalizată în data de 1 martie 1946. Mandatul Băncii Angliei este menținerea ratei inflației la 2%. Dacă rata inflației depășește cu mai mult de 1%
ținta de 2%, guvernatorul Băncii Angliei trebuie să scrie o scrisoare deschisă către Chancellor of the Exchequer (similar cu ministrul de finanțe) pentru a explica ce măsuri va lua pentru a readuce nivelul inflației la 2%. Această măsură a fost necesară ca urmare, a crizei din 2007-2009 când rata inflației a urcat de la 2,1% în decembrie 2007 la 4,7% în august 2008.

## Istoria
Banca Angliei a fost fondată în 1694 prin Decretul Parlamentului, ca reprezentând banca a guvernului și administrator al datoriei publice. Banca a fost fondată la propunerea scoțianului William Peterson, regelui William de Orania și Regina Maria, în căutare de resurse financiare pentru susținerea războaielor cu Franța. Inițial Banca Angliei a fost înființată pentru 10 ani. Dreptul de funcționare a fost reînoit de către Parlament în anul 1709, moment în care i se asigură băncii poziția dominantă în emisiunea de bancnote, pentru ca în 1715 banca va obține monopolul emisiunii de bancnote în Londra.
Prima ei tranzacție a fost un împrumut oferit guvernului, în valoare de 1.200.000 de lire sterline.
În următorii 40 de ani, Banca Angliei a devenit bancherul multor departamente guvernamentale, păstrându-le bani și oferindu-le împrumuturi.
După criza din 1847, banca își asumă rolul de împrumutător de ultimă instanță și procedează la ajustări ale nivelului ratei de dobândă, pentru stabilizarea pieței monetare.

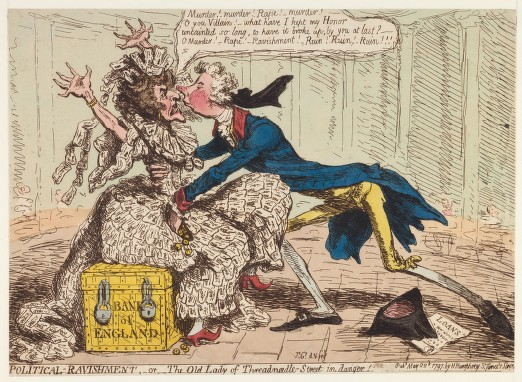
Caricatură reprezentând Banca Angliei și premierul William Pitt cel Tânăr cel din urmă a decis pe 26 ianuarie 1797 să interzică temporar băncii să plătească în aur, și în schimb să plătească în bancnote.

## Independența
În mai 1997 după ce laburiștii au câștigat alegerile generale, Gordon Brown pe atunci Chancellor of the Exchequer, a oferit băncii centrale, responsabilități depline în stabilirea politicii monetare.

## Rata dobânzii de politică monetară
| Anul | Data        | Rata dobânzii de politică monetară |
| ---- | ----------- | ---------------------------------- |
| 2006 | 3 august    | 4,7500                             |
| 2006 | 9 noiembrie | 5,0000                             |
| 2007 | 11 ianuarie | 5,2500                             |
| 2007 | 10 mai      | 5,5000                             |
| 2007 | 5 iulie     | 5,7500                             |
| 2007 | 6 decembrie | 5,5000                             |
| 2008 | 7 februarie | 5,2500                             |
| 2008 | 10 aprilie  | 5,0000                             |
| 2008 | 8 octombrie | 4,5000                             |
| 2008 | 6 noiembrie | 3,0000                             |
| 2008 | 4 decembrie | 2,0000                             |
| 2009 | 8 ianuarie  | 1,5000                             |
| 2009 | 5 februarie | 1,0000                             |
| 2009 | 5 martie    | 0,5000                             |

## Relaxarea cantitativă
În 2009 Banca Angliei a început programul de relaxare cantitativă, prin crearea de lire sterline, din nimic, pentru a achiziționa active financiare, precum obligațiuni de stat (Gilts).
| Anul | Data      | Suma de lire sterline creată de Banca Angliei | Total bani creați până la data respectivă | Membri care au votat pentru crearea de bani |
| ---- | --------- | --------------------------------------------- | ----------------------------------------- | --- |
| 2009 | martie    | 75 miliarde de lire sterline                  | 75 miliarde de lire sterline              | Charles Bean, Spencer Dale, Paul Fisher, Mervyn King, Paul Tucker, Kate Barker, Tim Besley, David Blanchflower, Andrew Sentance                          |
| 2009 | mai       | 50 miliarde de lire sterline                  | 125 miliarde de lire sterline             | Charles Bean, Spencer Dale, Paul Fisher, Mervyn King, Paul Tucker, Kate Barker, Tim Besley, David Blanchflower, Andrew Sentance                          |
| 2009 | august    | 50 miliarde de lire sterline                  | 175 miliarde de lire sterline             | Charles Bean, Spencer Dale, Paul Fisher, Mervyn King, David Miles, Paul Tucker, Kate Barker, Tim Besley, David Blanchflower, Andrew Sentance             |
| 2009 | noiembrie | 25 miliarde de lire sterline                  | 200 miliarde de lire sterline             | Charles Bean, Spencer Dale, Paul Fisher, Mervyn King, David Miles, Paul Tucker, Kate Barker, Tim Besley, David Blanchflower, Adam Posen, Andrew Sentance |
| 2011 | octombrie | 75 miliarde de lire sterline                  | 275 miliarde de lire sterline             | Charles Bean, Ben Broadbent, Spencer Dale, Paul Fisher, Mervyn King, David Miles, Paul Tucker, Martin Weale, Adam Posen                                  |
| 2012 | februarie | 50 miliarde de lire sterline                  | 325 miliarde de lire sterline             | Charles Bean, Ben Broadbent, Spencer Dale, Paul Fisher, Mervyn King, David Miles, Paul Tucker, Martin Weale, Adam Posen                                  |
| 2012 | iulie     | 50 miliarde de lire sterline                  | 375 miliarde de lire sterline             | Charles Bean, Paul Fisher, Mervyn King, David Miles, Paul Tucker, Martin Weale, Adam Posen                                                               |